# Necydalis pennata
Necydalis pennata là một loài bọ cánh cứng trong họ Cerambycidae.